# (874) Ротраут
(874) Ротраут (нем. Rotraut) — тёмный астероид во внешней части главного пояса астероидов, принадлежащий к спектральному классу C. Астероид был открыт 25 мая 1917 года немецким астрономом Максом Вольфом в Гейдельбергской обсерватории и назван в честь баллады Schön Rotraut, написанной немецким поэтом-лириком Эдуардом Мёрике.

## Физические характеристики
На основании исследований, проведённых инфракрасными спутниками IRAS, Akari и WISE, диаметр варьируется между 56,47 и 359,38 км, а отражающая способность между 0,051 и 0,055. При наблюдениях трёх похождений астероида на фоне звёзд в 2009, 2013, 2015 годах дали схожие значения диаметра.
По классификации Толена Ротраут причисляют к типичным углеродистым астероидам класса C, а по классификации SMASS к типу Ch.
На основании кривых блеска определён период вращения астероида 14,297 ч. При этом изменения блеска равнялось 0,25 и о,29 звёздной величины, что указывает на сложную форму астероида. По некоторым оценкам размер астероида составляет 51,1 км × 37,7 км.
В 2016 году смоделирована форма астероида и определено вращение астероида по двум осям в точках (201,0°, −41,0°) и (2,0°, −36,0°) в эклиптических координатах (λ, β).